# Savage Garden
Savage Garden var en australsk popduo, der havde stor international succes fra 1997 til 2001, hvor gruppen blev opløst. Bandet bestod af Darren Hayes (vokal) og Daniel Jones (keyboards og guitar). Savage Garden havde en stribe af hits i de sene 1990'ere. Balladen "Truly Madly Deeply" var deres største succes, mens de andre større hits tæller "To the Moon and Back", "I Knew I Loved You" og "I Want You". Gruppen har solgt omkring 35 mio. albums og singler.
Navnet Savage Garden stammer fra Anne Rices romanserie The Vampire Chronicles.

## Diskografi

### Albums
- Savage Garden (1997)
- Affirmation (1999)

### Singler
| 1996                       | "I Want You" [A]       | 4  | 1  | 15 | 38 | 24 | —  | 13 | 11 | 11 | 4  | - US: Guld                               | Savage Garden |
| 1996                       | "To the Moon and Back" | 1  | 11 | 11 | 14 | 14 | —  | 4  | 11 | 3  | 24 | - AUS: Platin - UK: Guld                 | Savage Garden |
| 1997                       | "Truly Madly Deeply"   | 1  | 1  | 9  | 11 | 2  | 2  | 12 | 2  | 4  | 1  | - AUS: 2× Platin - UK: Platin - US: Guld | Savage Garden |
| 1997                       | "Break Me Shake Me"    | 7  | 23 | —  | 86 | —  | —  | 8  | 39 | —  | —  | - AUS: Guld                              | Savage Garden |
| 1997                       | "Universe"             | 26 | —  | —  | —  | —  | —  | 25 | —  | —  | —  |                                          | Savage Garden |
| 1998                       | "Santa Monica"         | —  | —  | —  | —  | —  | —  | —  | —  | —  | —  |                                          | Savage Garden |
| 1999                       | "Tears of Pearls"      | —  | —  | —  | —  | —  | —  | —  | 32 | —  | —  |                                          | Savage Garden |
| 1999                       | "The Animal Song"      | 3  | 5  | —  | —  | 19 | 50 | 3  | 3  | 16 | 19 | - AUS: Platin                            | Affirmation   |
| 1999                       | "I Knew I Loved You"   | 4  | 1  | 43 | 34 | 18 | 15 | 3  | 3  | 10 | 1  | - AUS: Platin - US: Guld                 | Affirmation   |
| 2000                       | "Crash and Burn"       | 16 | 12 | —  | 69 | 41 | —  | 19 | 28 | 14 | 24 | - AUS: Guld                              | Affirmation   |
| 2000                       | "Affirmation"          | 16 | 36 | —  | 64 | 23 | 43 | 29 | 26 | 8  | —  | - AUS: Guld                              | Affirmation   |
| 2000                       | "Chained to You"       | 21 | —  | —  | —  | —  | —  | —  | —  | —  | —  |                                          | Affirmation   |
| 2000                       | "Hold Me"              | 54 | —  | —  | 79 | 31 | 59 | 14 | —  | 16 | —  |                                          | Affirmation   |
| 2001                       | "The Best Thing"       | —  | —  | —  | —  | —  | —  | —  | —  | 35 | —  |                                          | Affirmation   |
| "—" nåede ikke hitlisterne |                        |    |    |    |    |    |    |    |    |    |    |                                          |               |

Noter
- A ^ "I Want You" was re-released in the UK in 1998 as a remix entitled "I Want You '98" and reached number twelve.[11]

### Promotional single
| 1998                       | "All Around Me" | — | Savage Garden |
| "—" Nåede ikke hitlisterne |                 |   |               |